# Raffaele Briega Morales
Raffaele Briega Morales C.M.F., in spagnolo Rafael Briega Morales (Montemolín, 24 ottobre 1912 – Barbastro, 15 agosto 1936), è stato un religioso spagnolo, martirizzato a Barbastro durante la Guerra civile spagnola e venerato come beato dalla Chiesa cattolica.

## Biografia
Raffaele nacque in un piccolo borgo della provincia di Saragozza, perse il padre in tenera età e la famiglia si trasferì a Barcellona dove anche la madre morì e il bimbo venne affidato alle suore dell'ospedale della Santa Croce. La sciagura impresse nel bimbo un segno di timidezza e ritrosia, ma era riflessivo e incline alla meditazione e al raccoglimento.
La lettura di riviste claretiane missionarie ispirò nel ragazzo l'interesse per la vocazione e espresse la volontà di entrare in seminario. Il 30 dicembre del 1925 entrò nel postulantato di Alagon. Fece la professione religiosa il 15 agosto 1928. Assolse con grande profitto gli studi, grazie ad una capacità intellettuale notevole. Era particolarmente portato per le lingue, tanto si esprimeva con sicurezza in francese, inglese, italiano, Portoghese, latino, greco ed ebraico. Mons. Foguet, un vescovo claretiano in Cina, di passaggio dal seminario, lasciò una grammatica cinese. Pazientemente, Raffaele ne intraprese la decodifica e si appassionò a quella lingua particolarmente complicata. Dopo essersi dedicato ad apprendere il cinese in modo sistematico riuscì dapprima a tradurre una lettera pastorale e nel giro di un paio d'anni è stato in grado di sostenere un carteggio epistolare con i seminaristi di Kaifeng.
Aveva una vera passione per la missione, la sua meta apostolica era la Cina.
Arrivò a Barbastro il primo luglio, insieme a molti dei suoi compagni che avevano ultimato gli studi. Il 20 luglio 1936 il seminario venne assaltato e perquisito dalle milizie anarchiche per cercare delle armi. Insieme alla maggior parte dei confratelli Raffaele venne arrestato e rinchiuso nel salone degli atti accademici della scuola degli Scolopi, che divenne la loro prigione improvvisata.
Chiese a Pablo Hall, un seminarista argentino che sarebbe stato liberato grazie alla sua cittadinanza straniera: "Fai sapere a Mons. Fogued che, non potendo andare in Cina come ho sempre desiderato, offro con gioia il mio sangue per le missioni e dal cielo continuerò ad interessarmene"
Firmò la lettera di offerta alla Congregazione con queste parole:
(Rafael Briega Morales, Firma sulla lettera di offerta alla Congregazione)

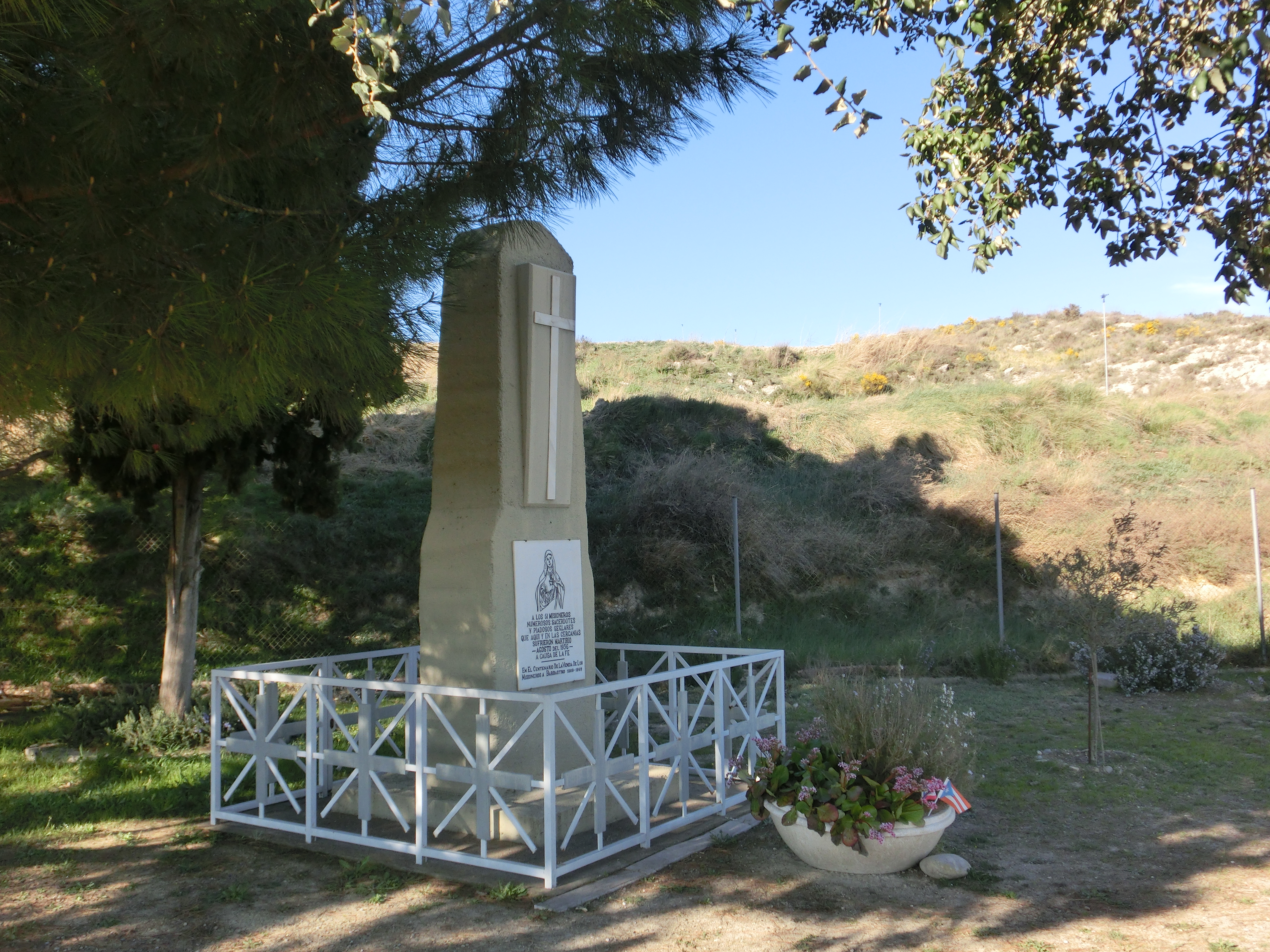
Monumento funebre nel luogo della fucilazione

Insieme a 19 suoi confratelli Raffaele Briega Morales è stato fucilato nelle prime ore del 15 agosto sul ciglio di una strada fuori città, fece parte del quarto gruppo di claretiani di Barbastro che subirono il martirio. I loro corpi sono stati gettati in una fossa comune.
Nel 2013 è uscito un film sulla vicenda intitolato Un Dio vietato per la regia di Pablo Moreno.

## Culto

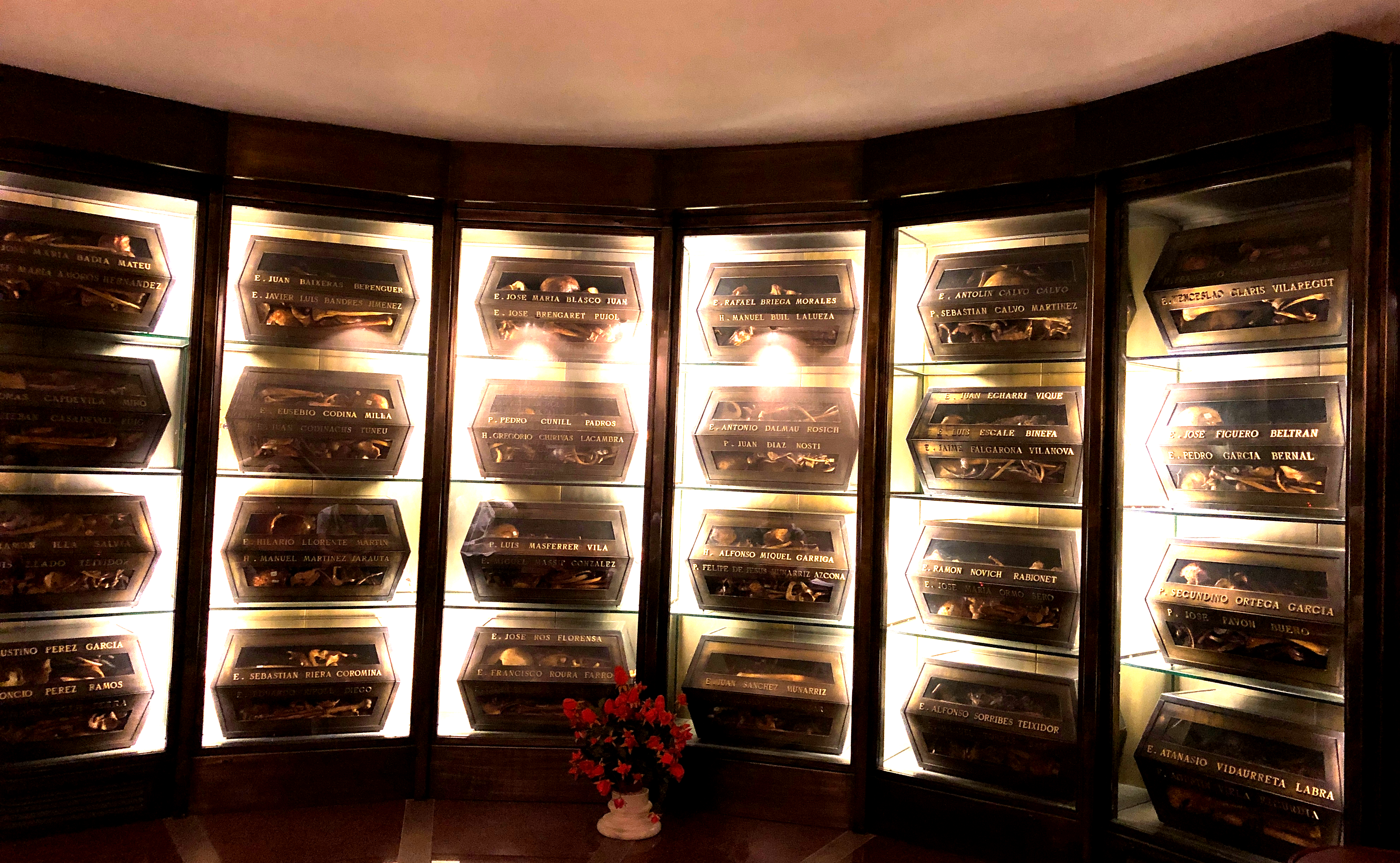
Cripta ubicata sotto all'altare della chiesa annessa al museo dei martiri Claretiani di Barbastro

Dopo la guerra i resti dei martiri furono riesumati dalle fosse comuni e, grazie alle medagliette metalliche cucite dalla lavanderia del seminario sulle loro tonache, è stato possibile risalire ai nomi delle singole persone. I resti sono composti in teche e si possono oggi venerare nella cripta della chiesa annessa al museo.
Il 20 maggio 1947 nella diocesi di Barbastro si aprì il processo informativo circa il martirio che si chiuse il 23 settembre 1949. L’8 febbraio 1961, invece, fu promulgato il Decreto sugli scritti. La dichiarazione di validità del processo, con Decreto del 9 febbraio 1990, portò alla trasmissione della “Positio super martyrio” alla Congregazione delle Cause dei Santi nello stesso anno.
A seguito della riunione della commissione teologica che si tenne il 4 febbraio 1992 e di quella dei cardinali e vescovi della Congregazione si arrivò, il 7 marzo 1992, alla promulgazione del Decreto sul martirio. La beatificazione avvenne a Roma, ad opera di Giovanni Paolo II, il 25 ottobre 1992. 
La Chiesa cattolica lo ricorda il 15 agosto.